# Санджак
Санджа́к (осман. سنجاق‎, тур. sancak, буквально «знамя, флаг»; синоним араб. لواء‎, liwâ) — административная единица в Османской империи, средняя между вилайетом и кадылыком. 
Во главе санджака стоял санджак-бей (губернатор). Санджак делился на несколько уездов, или кадылыков, в свою очередь несколько санждаков образовывали провинцию, или вилайет.
В 1926 году преобразованы в илы (тур. il) Турецкой Республики.